# Good Groove
Good Groove (eigentlich Klaus Löschner; * 1968; † 22. Februar 2014) war ein deutscher DJ, Musiker und Labelbetreiber aus dem Bereich der elektronischen Musik.
Löschner wuchs in München auf, wo er bereits als 11-Jähriger Ferienjobs bei der BMG Ariola absolvierte. 1985 begann er mit dem Deejaying und veranstaltete in München zusammen mit Sven Väth, Westbam und Dr. Motte die ersten Münchner Techno-Partys im damals angesagten Babalu Club.
Er war als Labelmanager und A&R bei den Technolabels Harthouse und Eye Q Records beschäftigt, wo auch einige seiner Produktionen entstanden. Des Weiteren war Löschner der Inhaber des Berliner Labels Frisbee Tracks, auf dem auch Produktionen von Künstlern wie Monika Kruse, Patrick Lindsey, Vanguard, Paul Brtschitsch, Roland Casper, Ricardo Villalobos und seine eigenen Produktionen entstanden.
1992 produzierte DJ Good Groove als Impact seinen ersten Track „Keep Me Going On“, der auf dem belgischen Label KK Records veröffentlicht wurde. Zusammen mit Tommi Eckart produzierte er unter dem Projektnamen Pulse den Track „Outlaw“ auf dem Label Harthouse. 1994 folgten erste Veröffentlichungen als Good Groove auf Disko B. Im gleichen Jahr erschien mit Surface Tensions das erste Album des Projekts Pulse.
1998 wurde das Sublabel multiColor recordings gegründet, auf dem Künstler wie Sieg über die Sonne, Ltd. Noise und Löschner selbst ihre Produktionen veröffentlichen.
Sein mit Markus Löhr produzierter Remix des Titels „Mit viel Glück“ von 2raumwohnung wurde als Teil des Remix-Albums „Kommt zusammen“ 150.000 Mal verkauft. Die Remixe von Señor Coconuts „Smooth Operator“ und Wondabraas „King Kong 500 Times“ waren beide in den Deutschen Dance Charts vertreten. Sein Track „Funkin’ You“ auf Frisbee wurde mit Remixen von Luke Slater und Voodooamt auf dem Label Leaded (East West) veröffentlicht.
Am 22. Februar 2014 erlag Löschner einer langen schweren Krankheit.